# Водяные печники
Водяные печники, или  трясохвостки (лат. Cinclodes), — род воробьиных птиц из семейства печниковых.
Распространены в южных регионах Южной Америки. Это наземные птицы открытых местообитаний, обычно встречающиеся у воды, например, у горных ручьев или на берегу моря, где они кормятся мелкими беспозвоночными. 
Водяные печники — коренастые птицы с сильными ногами и острым, слегка заострённым клювом. Оперение — преимущественно коричневое, часто со светлой перемычкой на крыле, полосой над глазом.

## Виды
В состав рода включают 15 видов:
- Cinclodes albiventris (Philippi & Landbeck, 1861)
- Cinclodes albidiventris Sclater, 1860
- Cinclodes antarcticus (Garnot, 1826) — Островной водяной печник
- Cinclodes aricomae (Carriker, 1932)
- Cinclodes atacamensis (Philippi, 1857) — Белокрылый водяной печник
- Cinclodes excelsior Sclater, 1860
- Cinclodes comechingonus Zotta & Gavio, 1945 — Кордобский водяной печник
- Cinclodes fuscus (Vieillot, 1818) — Полосатокрылый водяной печник
- Cinclodes nigrofumosus (D'Orbigny & Lafresnaye, 1838) — Прибрежный водяной печник
- Cinclodes olrogi Nores & Yzurieta, 1979
- Cinclodes oustaleti Scott, 1900 — Серобокий водяной печник
- Cinclodes pabsti Sick, 1969 — Длиннохвостый водяной печник
- Cinclodes palliatus (Tschudi, 1844) — Белобрюхий водяной печник
- Cinclodes patagonicus (Gmelin, 1789) — Темнобрюхий водяной печник
- Cinclodes taczanowskii Berlepsch & Stolzmann, 1892 — Морской водяной печник